# ورزشگاه ملی بحرین
ورزشگاه ملی بحرین ،ورزشگاه ملی بحرین واقع در شرق رفاع است. این ورزشگاه در سال ۱۹۸۲ میلادی افتتاح شده‌ است.
ورزشگاه ملی بحرین بیشتر برای مسابقات فوتبال مورد استفاده قرار می‌گیرد و ظرفیت آن ۳۰٬۰۰۰ نفر می‌باشد. همچنین این ورزشگاه در دسامبر ۲۰۱۲ مورد بازسازی قرار گرفت.